# Beachlands
Beachlands is een snelgroeiende plaats iets ten oosten van Auckland in Nieuw-Zeeland. Beachlands ligt aan de aantrekkelijke Pohutakawa-kust en dicht bij het plaatsje Maraetai. Gezamenlijk hebben deze plaatsen 4.422 inwoners (2001). Het is een populaire vestigingsplaats voor jonge gezinnen, mede door de mooie stranden.
Er is een veerboot naar Auckland met elf vertrekken per dag op doordeweekse dagen.

## Foto's

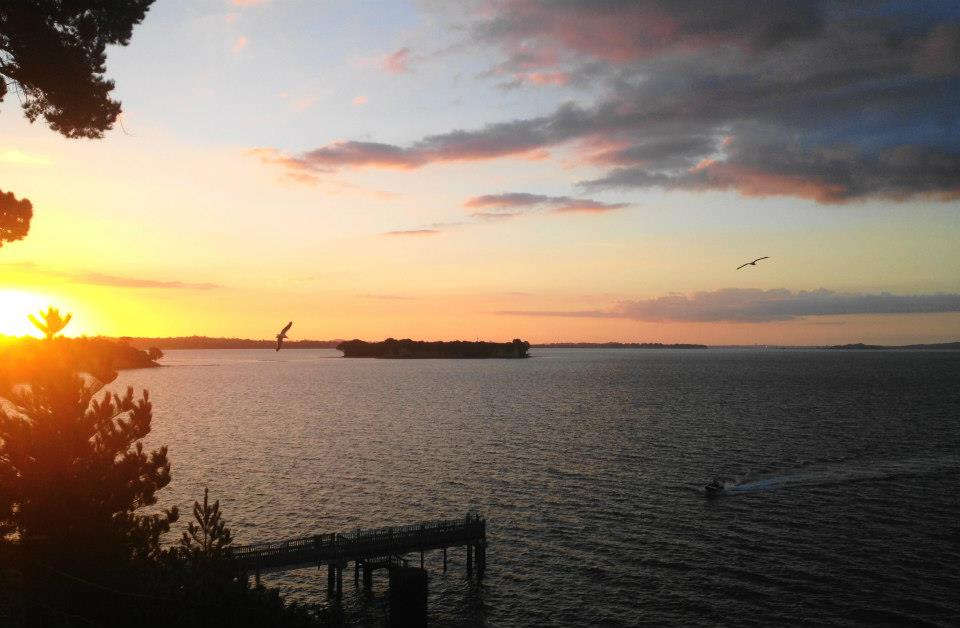
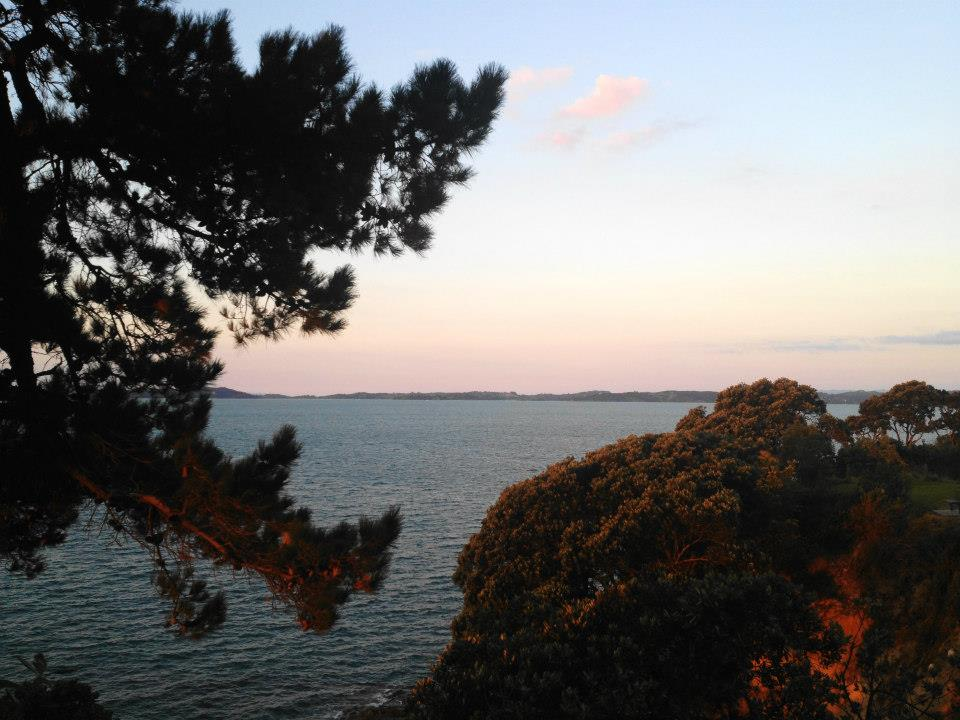
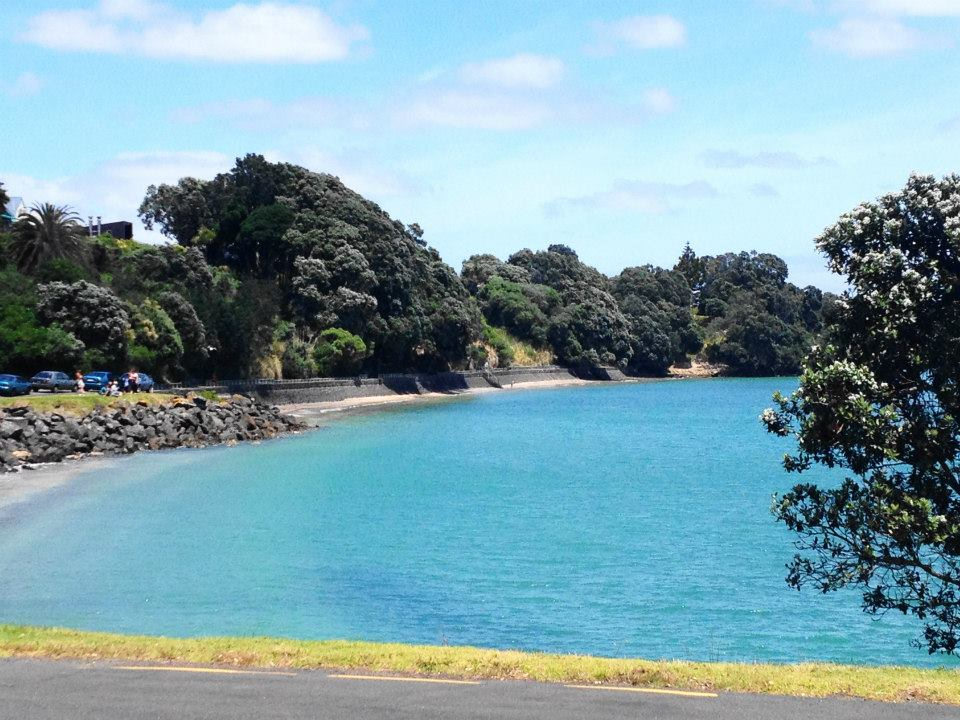